# Cavitat glenoide de l'escàpula
La cavitat glenoide de l'omòplat/escàpula o fossa glenoide de l'omòplat/escàpula és una part òssia de l'espatlla. És una superfície poc profunda, formant part d'una articulació, que es troba a l'angle lateral de l'escàpula. Està dirigit lateralment i cap endavant i s'articula amb el cap de l'húmer; és més ample per sota que per dalt i el seu diàmetre vertical és el més llarg. Aquesta cavitat forma l'articulació glenohumeral juntament amb l'húmer.